# Clonaspe sanguinosa
Clonaspe sanguinosa är en insektsart som beskrevs av Ronald Gordon Fennah 1955. Clonaspe sanguinosa ingår i släktet Clonaspe och familjen Lophopidae. Inga underarter finns listade i Catalogue of Life.